# Stephen Jackson
Stephen Jesse Jackson (Port Arthur, 5 de abril de 1978) é um ex-jogador norte-americano de  basquete profissional que disputou quatorze temporadas na National Basketball Association (NBA). Jackson foi um dos integrantes da equipe do San Antonio Spurs; campeã da NBA em 2003.

## Estatísticas
| † | Quando foi campeão da liga |
|   | Líder da liga              |

### Temporada regular
| Ano      | Equipe        | PJ  | PT  | MPP  | %TC  | %3P  | %TL  | RPP | APP | ROB | TPP | PPP  |
| -------- | ------------- | --- | --- | ---- | ---- | ---- | ---- | --- | --- | --- | --- | ---- |
| 2000-01  | New Jersey    | 77  | 40  | 21.6 | .425 | .335 | .719 | 2.7 | 1.8 | 1.1 | .2  | 8.2  |
| 2001-02  | San Antonio   | 23  | 1   | 9.9  | .374 | .250 | .706 | 1.1 | .5  | .6  | .1  | 3.9  |
| 2002-03† | San Antonio   | 80  | 58  | 28.2 | .435 | .320 | .760 | 3.6 | 2.3 | 1.6 | .4  | 11.8 |
| 2003-04  | Atlanta       | 80  | 78  | 36.8 | .425 | .340 | .785 | 4.6 | 3.1 | 1.8 | .2  | 18.1 |
| 2004-05  | Indiana       | 51  | 49  | 35.4 | .403 | .360 | .830 | 4.9 | 2.3 | 1.2 | .3  | 18.7 |
| 2005-06  | Indiana       | 81  | 81  | 35.9 | .411 | .345 | .786 | 3.9 | 2.8 | 1.3 | .5  | 16.4 |
| 2006-07  | Indiana       | 37  | 32  | 32.1 | .419 | .297 | .822 | 2.6 | 3.1 | .9  | .5  | 14.1 |
| 2006-07  | Golden State  | 38  | 37  | 34.0 | .446 | .341 | .804 | 3.3 | 4.6 | 1.3 | .4  | 16.8 |
| 2007-08  | Golden State  | 73  | 73  | 39.1 | .405 | .363 | .832 | 4.4 | 4.1 | 1.3 | .4  | 20.1 |
| 2008-09  | Golden State  | 59  | 59  | 39.6 | .414 | .338 | .826 | 5.1 | 6.5 | 1.5 | .5  | 20.7 |
| 2009-10  | Golden State  | 9   | 9   | 33.3 | .421 | .275 | .703 | 3.9 | 4.7 | 1.6 | .7  | 16.6 |
| 2009-10  | Charlotte     | 72  | 72  | 39.3 | .423 | .334 | .786 | 5.1 | 3.6 | 1.6 | .4  | 21.1 |
| 2010-11  | Charlotte     | 67  | 67  | 35.9 | .411 | .337 | .816 | 4.5 | 3.6 | 1.2 | .4  | 18.5 |
| 2011-12  | Milwaukee     | 26  | 13  | 27.4 | .357 | .278 | .833 | 3.2 | 3.0 | 1.0 | .2  | 10.5 |
| 2011-12  | Milwaukee     | 21  | 1   | 23.8 | .405 | .306 | .815 | 3.9 | 2.0 | 1.3 | .3  | 8.9  |
| 2012-13  | San Antonio   | 55  | 6   | 19.5 | .373 | .271 | .700 | 2.8 | 1.5 | .7  | .3  | 6.2  |
| 2013-14  | L.A. Clippers | 9   | 0   | 11.9 | .231 | .071 | .500 | 1.1 | 0.6 | .7  | .1  | 1.7  |
| Total    | Total         | 858 | 676 | 31.9 | .414 | .333 | .798 | 3.9 | 3.1 | 1.3 | .4  | 15.1 |

### Playoffs
| Ano   | Equipe       | PJ | PT | MPP  | %TC  | %3P  | %TL  | RPP | APP | ROB | TPP | PPP  |
| ----- | ------------ | -- | -- | ---- | ---- | ---- | ---- | --- | --- | --- | --- | ---- |
| 2003† | San Antonio  | 24 | 24 | 33.8 | .414 | .336 | .803 | 4.1 | 2.7 | 1.4 | .4  | 12.8 |
| 2005  | Indiana      | 13 | 13 | 36.3 | .393 | .317 | .817 | 3.8 | 2.2 | 1.9 | .5  | 16.1 |
| 2006  | Indiana      | 6  | 6  | 37.8 | .366 | .231 | .778 | 4.5 | 3.3 | .7  | .2  | 13.3 |
| 2007  | Golden State | 11 | 11 | 41.3 | .379 | .361 | .816 | 3.6 | 3.6 | 2.0 | .7  | 19.9 |
| 2010  | Charlotte    | 4  | 4  | 39.0 | .358 | .167 | .808 | 5.0 | 3.8 | 1.2 | .2  | 18.0 |
| 2012  | San Antonio  | 14 | 0  | 21.4 | .535 | .605 | .933 | 2.0 | 1.7 | .6  | .2  | 8.3  |
| Total | Total        | 72 | 58 | 33.6 | .404 | .355 | .816 | 3.7 | 2.7 | 1.4 | .4  | 13.9 |